# Etiópia
Etiópia, 1936-ig: Abesszínia Kelet-Afrika egyik állama, „Afrika szarvánál” található. Határai északon Eritrea, észak-keleten Dzsibuti, keleten és dél-keleten Szomália, délen Kenya és nyugaton Szudán és Dél-Szudán. Fővárosa, egyben legnépesebb városa Addisz-Abeba, Afrika egyik legnagyobb metropolisza.
Legalább kilencven etnikai csoportjával és nyelvével  egy soknemzetiségű állam és egyben a világ legnépesebb, tengerparttal nem rendelkező országa.
Népessége nagyon gyorsan növekszik, 2025-ös 135 millió fős népességével a Földön a 11. legnépesebb, Afrikában pedig Nigéria után a 2. legnépesebb állam.
A 21. században a gazdasága nagyarányú növekedésnek indult, de még mindig egyike a legszegényebb és legkevésbé fejlett országoknak. Ennek ellenére feltörekvő hatalomként is számon tartják.

## Neve
Az ókortól 1941-ig leginkább Abesszíniának hívták.
Mai neve a görög Αιθιοπία [Aithiopia] latinosított változata (Aethiopia, Ethiopia), amely a görög Αιθίοψ [Aithiopsz] összetett szóból származik. Az αιθω [aithó] + οπψ [ópsz] alkotóelemek jelentése: aithó = „égni, égek”, ópsz = „arc”, így az együttes jelentésük „égett vagy napsütött arc”, vagyis „ember napsütötte arccal”.
Hérodotosz ókori görög történész az elnevezést Afrika Szaharától délre eső részeire használta, amelyeket akkoriban az Ecumenén (lakható világ) belül ismertek.
A régebben használt Abesszínia név arab eredetű, a habaszah (kevertség) szóból ered, amely a térség nemzetiségi, faji és kulturális összetettségére utal.

## Földrajz
Az országnak 5328 km-es határa van: Dzsibutival 349 km, Eritreával 912 km, Kenyával 861 km, Szomáliával 1600 km, Dél-Szudánnal 883 km, Szudánnal 723 km közös határa van.

### Domborzata

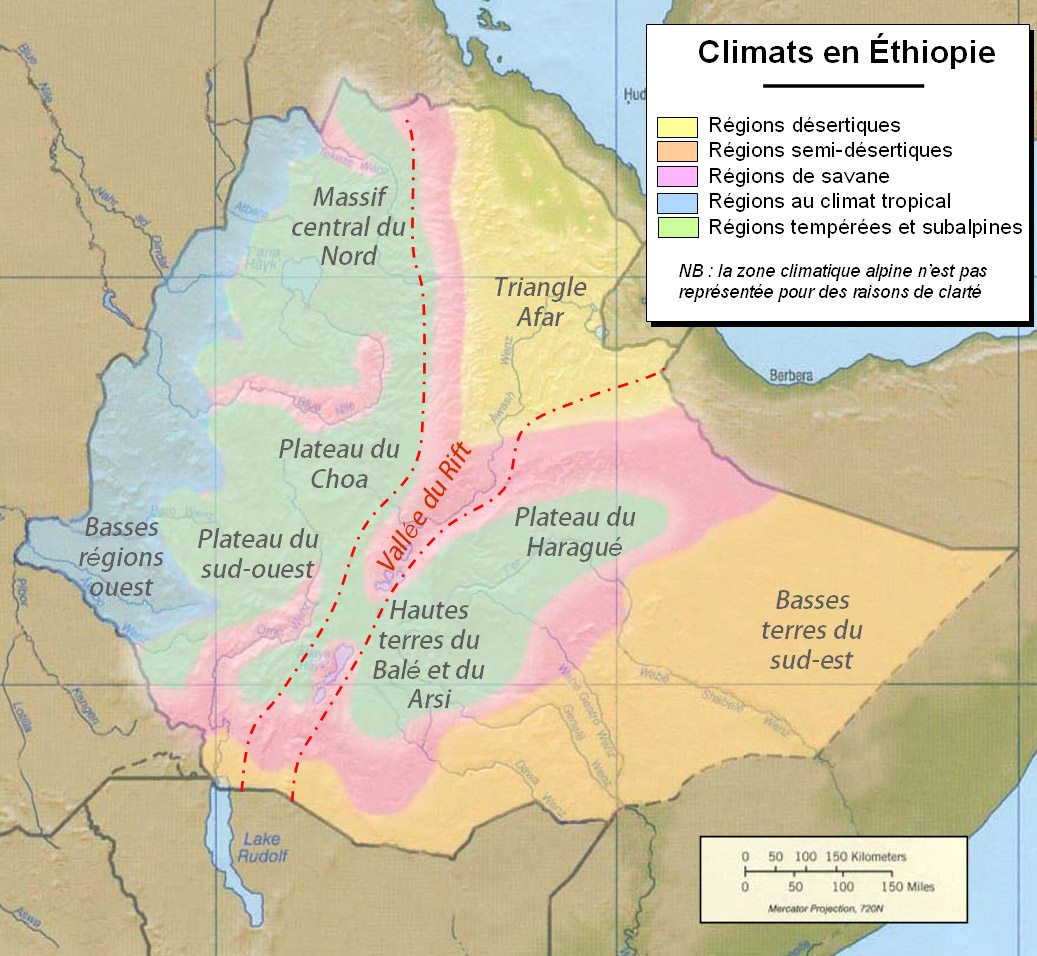
Etiópia éghajlati térképe

Etiópia Afrika második legmagasabban fekvő országa Lesotho után, hiszen területének kb. a fele több mint 1200 m magasan fekszik.
Központi részét egy hatalmas fennsík, az ún. Etióp-magasföld uralja és amelyet a Nagy-hasadékvölgy oszt ketté. A fennsík magassága átlagosan 1500–3000 m tszfm., amelyből 4000 métert meghaladó csúcsok emelkednek ki. Az egész masszívumot mély szakadékokkal tagolt hegygerincek és folyóvölgyek jellemzik, főként az északi részen.
Északkeleten fekszik a Danakil-mélyföld félsivatagi vidéke, délkeleten az óceán felé fokozatosan alacsonyodó, bazalttal borított szomáli lépcsővidék határolja.
Az ország legmagasabb hegyei: a Simien-hegységben vannak: Rász-Dasen (4620 m, Afrika 4. legmagasabb csúcsa), Talo (4413 m), Guma Terara (4231 m) és Guge (4203 m). Az országban több vulkán ma is működik.
Az ország fővárosa, Addisz-Abeba is 2370 m magasan fekszik.

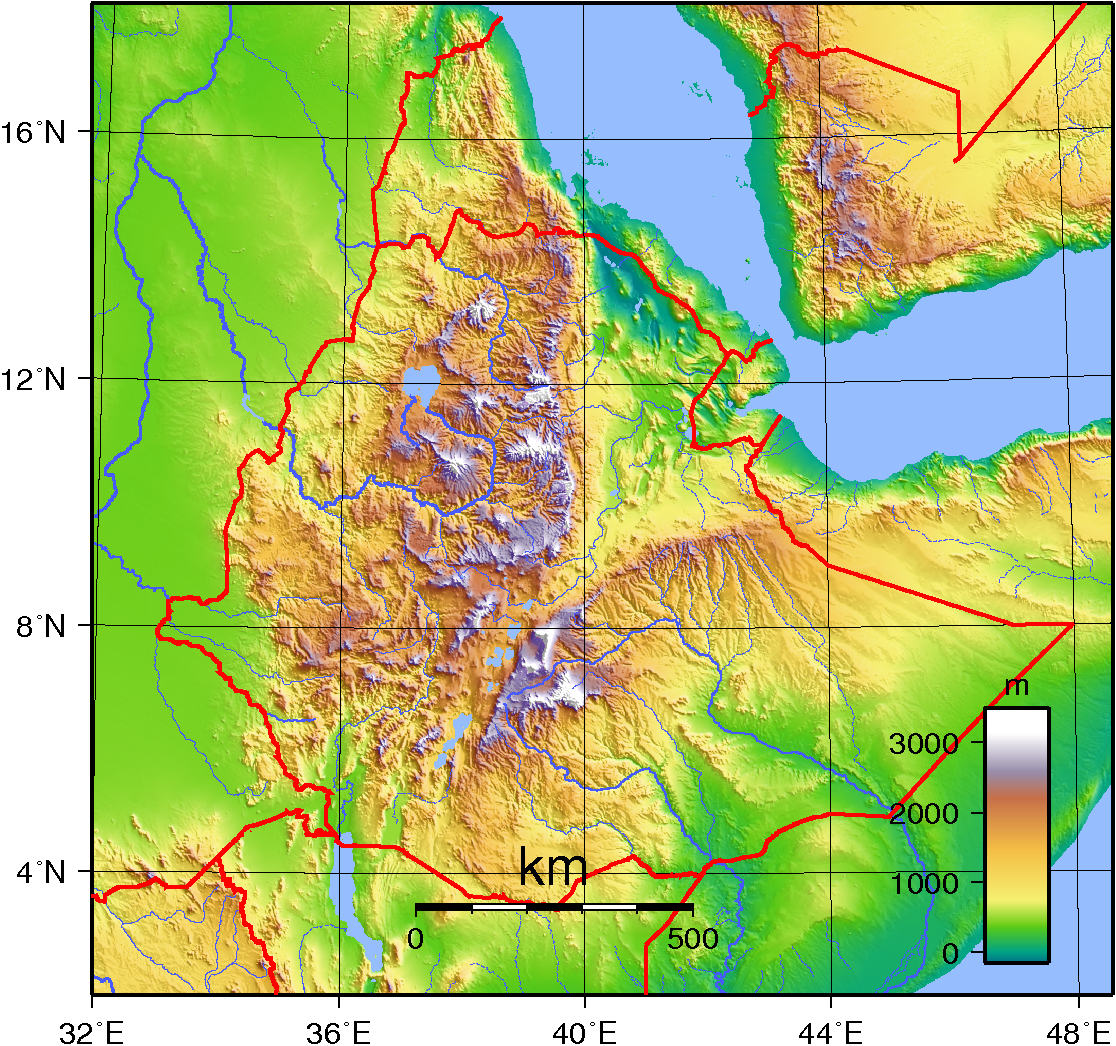
Domborzati térkép
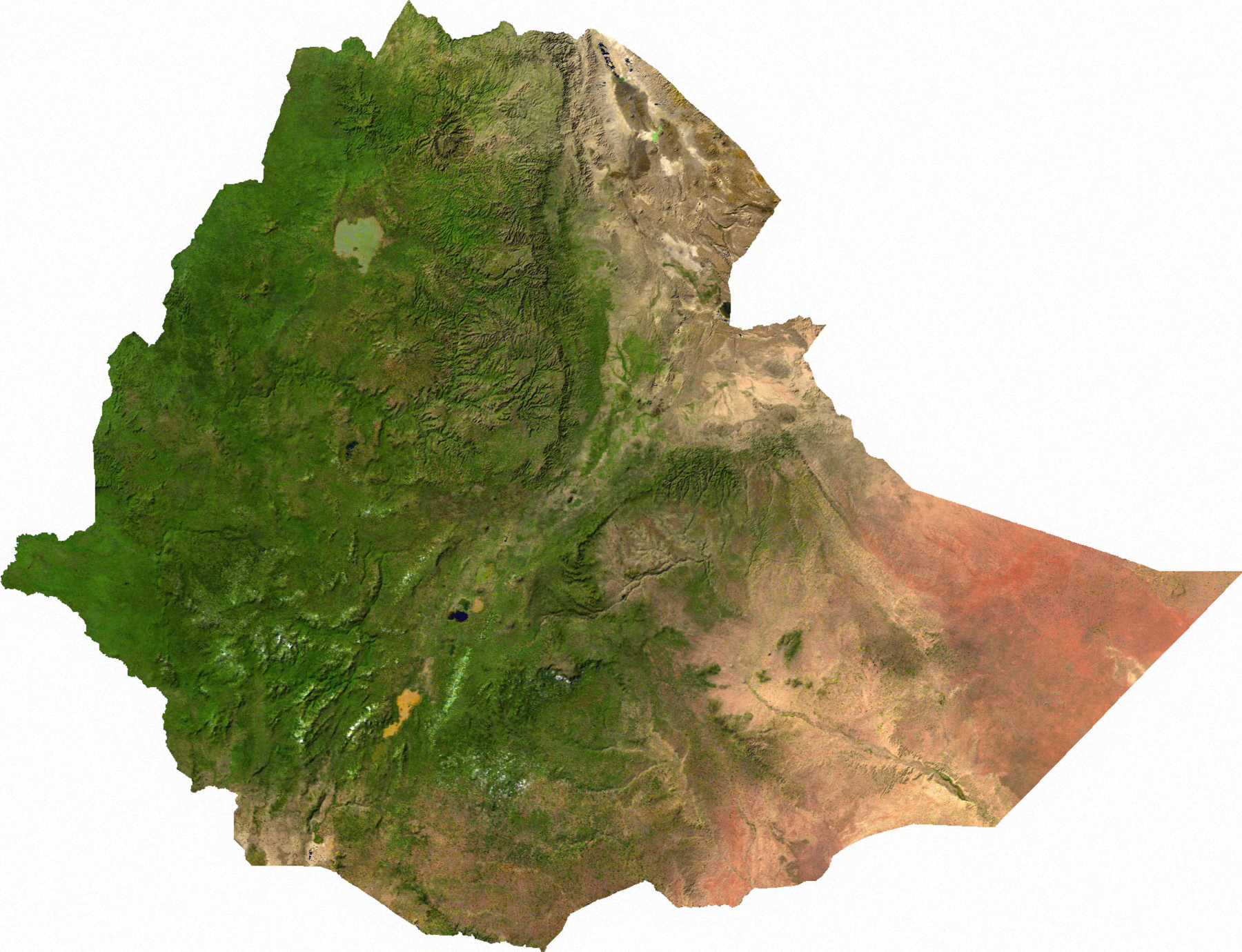
Műholdkép

| Etiópia nagyméretű domborzati térképe (nyitható térkép) >>>>>>>>>>                                                                         |
| --- |
| Addisz-Abeba Gondar O g a d e n Danakil- · mélyföld Tana-tó Dire Dawa Adama Mek’ele Bahir Dar Awassa Jimma Dessie Harar Jijiga Debre Zeyit |

### Vízrajz
Az ország legjelentősebb folyója a Nílus egyik forrásága, a Kék-Nílus. A Nílus vízrendszeréhez tartoznak még a Sobat, az Atbara és a Tekeze folyók is.
Az Indiai-óceánba ömlik a Dzsubba és mellékfolyója a Shebelle.
Lefolyástalan területek vizeit gyűjti össze az Omo és az Avas (Awash).
Etiópia legnagyobb tava a Tana-tó. Az ország legnagyobb krátertava a Shala, a Langano pedig a legmagasabban fekvő tó. A száraz területeken számos sós tó fekszik, legjelentősebb az Abbé-tó. Etiópiához tartozik a Turkana-tó kisebb, északi része is.

### Éghajlat
Az ország teljes egészében a trópusokon fekszik, de az Egyenlítőhöz való közelségét ellensúlyozza a domborzat. Az időjárás általában napos és száraz. A csapadék mennyisége délről észak felé csökken, mennyisége és eloszlása azonban résztájanként változó. Rövid esőzések előfordulnak februártól áprilisig, a nagy esőzések pedig június közepétől szeptember közepéig. Míg délen e kétszakaszos esőzések jellemzőek, északon már csak a nyári félév 4–6 hónapában van csapadék.
A keleti, szomáliai (Ogaden) régió, a Danakil-mélyföld és az Afar régió forró, napos és száraz éghajlatú, sivatagi vagy félsivatagi körülményekkel.
Az ország túlnyomó részén az éghajlat jellegzetes magassági övezetekbe rendeződik, ez alapján az éghajlata 3 zónára osztható:
- 1800 méter alatt van a trópusi forró éghajlat területe, az úgynevezett kolla öv. Az alacsonyabb részeken minden hónap középhőmérséklete meghaladja a 20 °C-ot.
- 1800 és 2500 m között van a meleg-mérsékelt öv, a vojna dega. Az állandó tavasz birodalma ez, ahol az évi középhőmérséklet 15–19 °C.
- 2500 m felett van a hűvös-hideg zóna, a dega. Itt az év bármely szakában hajnali fagyok is előfordulhatnak.

Addisz-Abeba napi középhőmérséklete 8 és 24 °C között változik évszaktól függően. Az évi csapadékmennyiség 500 mm. Az ország hegyvidékein 2500 mm is előfordul.

### Élővilág, természetvédelem
Etiópiában az afrikai kontinens szinte valamennyi vegetációtípusa megtalálható. A „kolla” övben – főként az Etióp-magasföld nyugati lejtőin és a mélyen bevágódott folyóvölgyekben – a trópusi esőerdő kelet-afrikai változata fejlődött ki. A kevesebb csapadékot kapó területeken a szavannák, ligetes, fás-füves puszták uralkodnak. A „vojna dega” öv fennsíkjait egykor hegyi erdők és szavannák borították. A nedvesebb erdők cserjeszintjéből, Kaffa (ma Kefa) régióból származik (és vadon ma is terem) a kávéfajták őse, az arab kávécserje.
A több évezred óta folytatott földművelés az eredeti növényzet nagy részét kipusztította. Csak foltokban maradtak fenn fás-füves pusztaságok. A „dega” öv a nagy kiterjedésű legelők birodalma.
Állatvilága tipikusan afrikai, kelet-afrikai, a jellegzetes patásokkal és ragadozókkal. A főemlősök közül előfordul a törpe fülesmaki, a brazza cerkóf, a nyílt szavannák jellegzetes állata a huszármajom, a kutyafejű, illetve a galléros pávián stb. Sok ragadozó él itt: a macskafélék közül előfordul a gepárd, az oroszlán, a leopárd, a sivatagi hiúz, a cibetmacskafélék sok faja, a hiénafélék közül három faj. A páratlanujjú patások közül a vadszamár, a síkvidéki és a Grevy-zebra. A párosujjú patások jellegzetes képviselői a folyami disznó, a tehénantilop, a Grant-gazella, a homoki gazella, a Thomson-gazella. A nagy testű szarvasmarhafélék közül a kafferbivaly, a jávorantilop, a nagy- és kiskudu. Madárvilága szintén gazdag: strucc, kis flamingó, pirosszemű réce, karvalykeselyű, pelikán, koronás sas stb.

#### Természeti világörökségei
Az UNESCO világörökség listájára felvették Etiópia egyik nemzeti parkját:
- Simien Nemzeti Park – területén található az ország legmagasabb pontja, a Rász-Dasen.

### Környezeti problémák
Az Etiópiát érintő fő környezeti problémák a talajerózió és a talajromlás, az erdőirtás és az erdőpusztulás, a vízhiány, a biodiverzitás csökkenése és a különböző típusú emberi szennyezések.
Bár a biodiverzitást elméletileg számos nemzeti park és más terület védi, az ország politikai és gazdasági helyzete miatt az élővilág helyzete törékeny. Az emberi tevékenység, a kiterjedt erdőirtás és az intenzív orvvadászat károsítja a biológiai sokféleség megőrzését.
A 20. század elején Etiópia területének 35%-át borították fák, de 100 év múlva, a 21. század elejére ennek töredéke maradt.

## Történelem

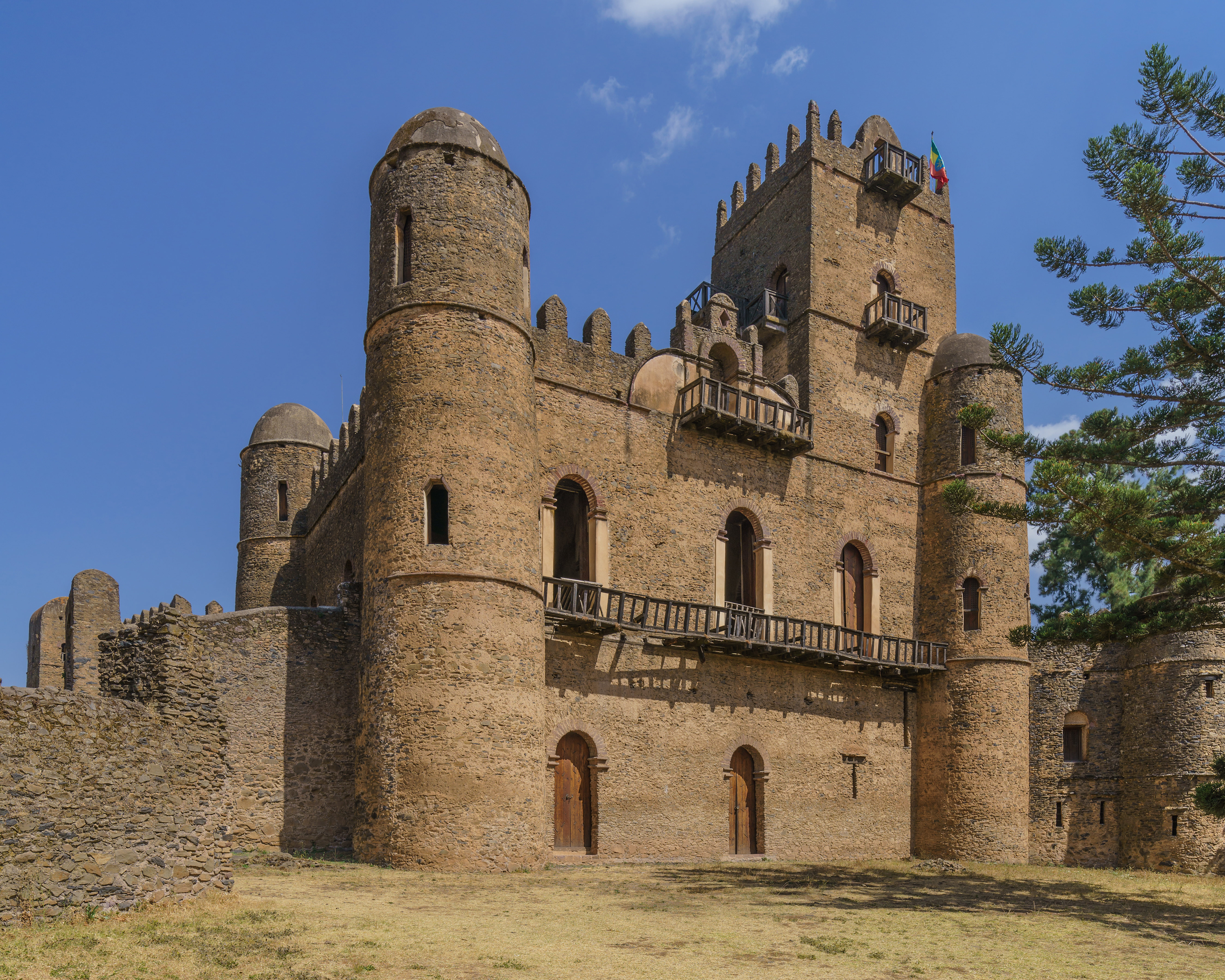
A középkori Fasil Ghebbi palotaegyüttese Gondarban

Az Etióp-felföldön az i. e. II. évezred óta biztosan szemita nyelvű népek élnek. Az i. e. I. évezredben már fejlett civilizáció volt itt. 315 után kereszténnyé lett az akkoriban éppen egységes ország. Ez a keresztény hatalom a 6. században átmenetileg a mai Jemenre is kiterjesztette hatalmát, így köze volt az iszlám vallás keletkezéstörténetéhez. Amikor az Etióp-felföldet körös-körül iszlám országok vették körül, Etiópia elszigetelődött, belsőleg elgyengült, a központi hatalom szétforgácsolódott. A 16. században a portugálokkal sikerült kapcsolatot teremtenie, segítségükkel vertek vissza egy nagyon jelentős ellenséges támadást. Az ezt követő időszakhoz kapcsolódik a kora-újkori Etióp Birodalom virágkora, nagyszabású infrastrukturális beruházások valósultak meg és felépült a királyi palotakomplexum, a Fasil Ghebbi is. 1632-ben viszont kiűzték Etiópiából a jezsuitákat és minden más nyugati keresztényt. Ismét az elszigetelődés korszaka következett, 1858-ig. A 19. század második felében ismét megerősödő császári hatalom kiterjesztette dél felé az ország határait, és ahhoz is volt elég ereje, hogy az Adua városánál 1896-ban megvívott csatában visszaverje az olasz gyarmatosító törekvéseket.
Az első világháború kitörésekor Afrikában csak két független állam volt: Etiópia és Libéria. A világháborúban Etiópia nem vett részt, bár Törökország szövetségese volt. A későbbiekben az olasz fasiszták az abesszíniai háborúban ismét megkísérelték Etiópia meghódítását. 1935-ben indított támadásuk nyomán átmenetileg (1941-ig) elfoglalták Etiópiát, és az „Olasz Birodalomhoz” csatolták. Őket a britek űzték el, akik 1944-ben visszaadták Hailé Szelasszié császárnak az uralmat.
Hailé Szelassziét világszerte hősként ünnepelték, a rasztafarik egyenesen istennek látták. De képtelen volt jól kormányozni. Korrupció és éhínségek nyomorították országát. 1974-ben szélsőbalos katonatisztek megdöntötték hatalmát. 1975-ben, máig tisztázatlan körülmények között érte a halál, egyes feltételezések szerint meggyilkolták. A Mengisztu Hailé Mariam által vezetett rezsim a Szovjetunió támogatásával remélte a kitörést az elmaradottságból. Politikájuk tovább súlyosbította a gazdasági nehézségeket. Az éhínségek tovább ismétlődtek és nemzeti alapú gerillaharccal kellett szembenézni Eritreában és Tigre tartományban.
1977-ben Szomália megtámadta Etiópiát. Az ogadeni háborúban az etióp csapatok kubaiak részvételével, jelentős szovjet katonai szállításokkal megtámogatva gyors győzelmet arattak, de a belső nehézségeken nem tudtak úrrá lenni. A Szovjetunió széthullásával nem maradt a rezsimnek támogatója, így végül tagjainak menekülniük kellett az országból a mindent elfoglaló lázadók elől.
Azóta Etiópia többpárti demokrácia. 1993-ban népszavazás eredményeként elismerte Eritrea függetlenségét. Az új Eritreával 1998-ban súlyos áldozatokat követelő határháborúba keveredett. Ezt a konfliktust 2000-re rendezték. Etiópia ma gazdaságilag gyenge, fejletlen ország viszonylag erős hadsereggel. Bár többpárti demokrácia, a választások tisztaságát rendszeresen vitatják.
Legújabban a szomáliai konfliktusba avatkozott be katonailag, megmentve a nemzetközileg elismert kormányt az iszlám felkelőkkel szemben.
2018 júliusában békét kötött Eritreával.
2020-ban, az észak-etiópiai Tigrében háború robbant ki a kormány és a Tigré Népi Felszabadítási Front között. A konfliktus több százezezer ember életét követelte és humanitárius válságot idézett elő. A térségben éhínség tombolt és milliókat (különösen gyerekeket) fenyegetett éhhalál (ennek veszélye még most is fennáll). A háborúba Etiópia oldalán Eritrea is beavatkozott, mivel annak területén is jelentős tigrinya nemzetiségű lakosság él, akik támogatják a tigréi felkelőket. A háborút végül 2023 elejére megegyezéssel zárták a felek.

## Államszervezet és közigazgatás

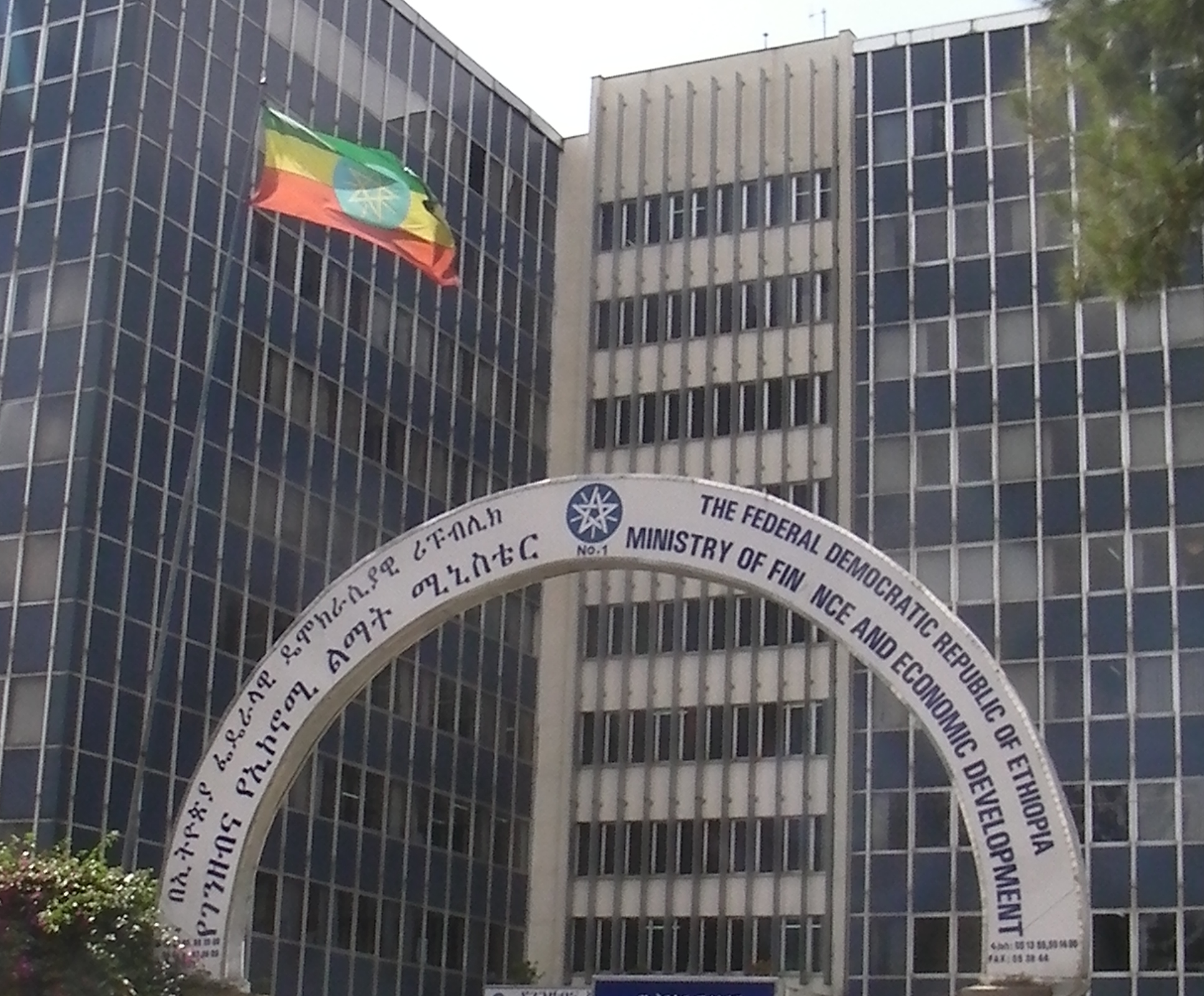
A pénzügyminisztérium épülete Addisz-Abebában

### Alkotmány, államforma
1974 előtt Etiópia abszolút monarchia volt. Az utolsó császár Hailé Szelasszié volt. Akkor katonák vették át az ország irányítását és szocialista népköztársaság lett.
1991 óta Etiópia szövetségi köztársaság. Az alkotmányt 1995-ben fogadták el. Az ország államfője egyben a parlament elnöke is. A miniszterelnök a legerősebb pártból kerül ki. Parlamentje kétkamarás. A Szövetségi ház 198 képviselővel és a Népi képviselőház 548 képviselővel alkotja a parlamentet, amelyet öt évre választanak meg.
Etiópia az alábbi nemzetközi szervezeteknek tagja: ENSZ, Afrikai Unió, Világbank, IMF.

### Politikai pártok

#### Államfők
| Államfők 1974 óta |
| --- |
| A Derg elnökei: - Aman Mikael Andom: 1974. szeptember 12. – 1974. november 17. - Mengisztu Hailé Mariam: 1974. november 17. – 1974. november 28. - Tafari Benti: 1974. november 28. – 1975. február 3. - Mengisztu Hailé Mariam: 1977. február 11. – 1987. május 10. Etióp Népi Demokratikus Köztársaság: - Mengisztu Hailé Mariam: 1987. szeptember 10. – 1991. május 21. Etiópia: - Tesfaye Gebre Kidan: 1991. május 27. – 1991. május 28. - Meles Zenawi: 1991. május 28. – 1995. augusztus 22. Etióp Demokratikus Szövetségi Köztársaság: - Negasso Gidada: 1995. augusztus 22. – 2001. október 8. - Girma Wolde-Giorgis: 2001. október 8. - 2013. október 7. - Mulatu Teshome: 2013 október 7 - 2018. október 25. - Sahle-Work Zewde: 2018. október 25. - 2024. október 7. - Taye Atske Selassie: 2024 október 7 - e óta |

### Közigazgatási beosztás

Etiópia államai és a két önkormányzattal rendelkező város

### Etnikai megoszlás

Etiópia és Eritrea fő népcsoportjai:
amharák
oromók
szomáliak
tigrinyák
főváros
nagyobb város

### Nyelvi megoszlás

„Etiópia” amhara nyelven írva

## Gazdaság

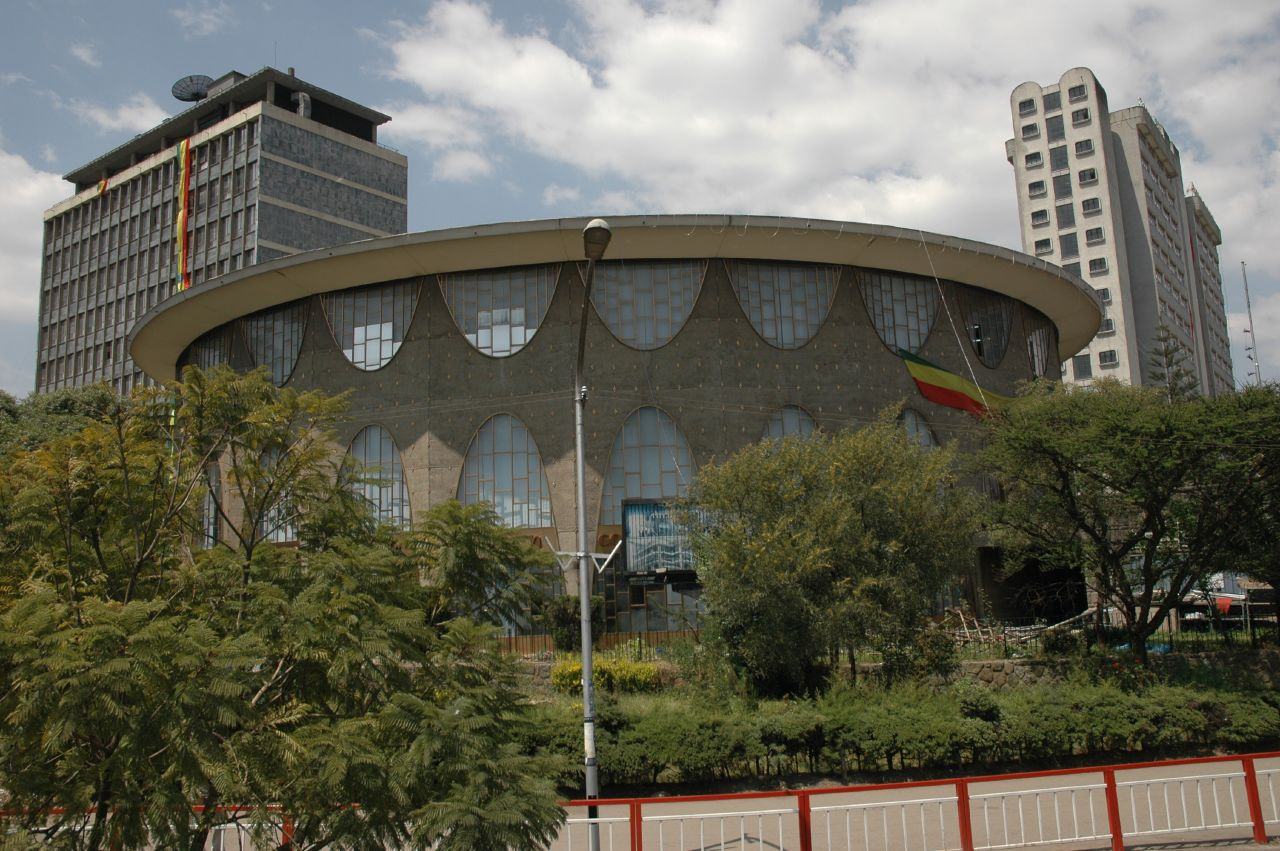
A Kereskedelmi Bank egy épülete a fővárosban

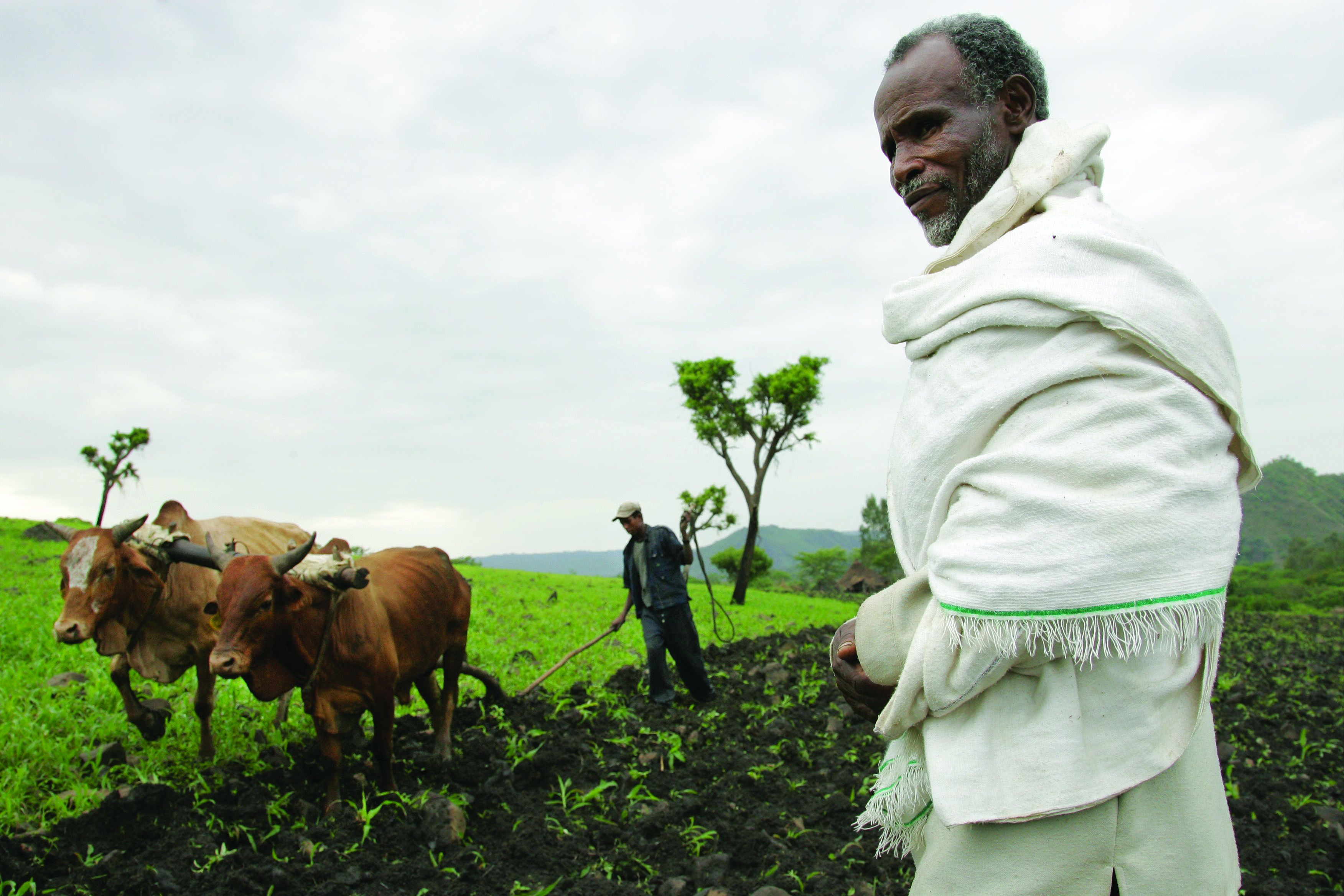
Földművesek

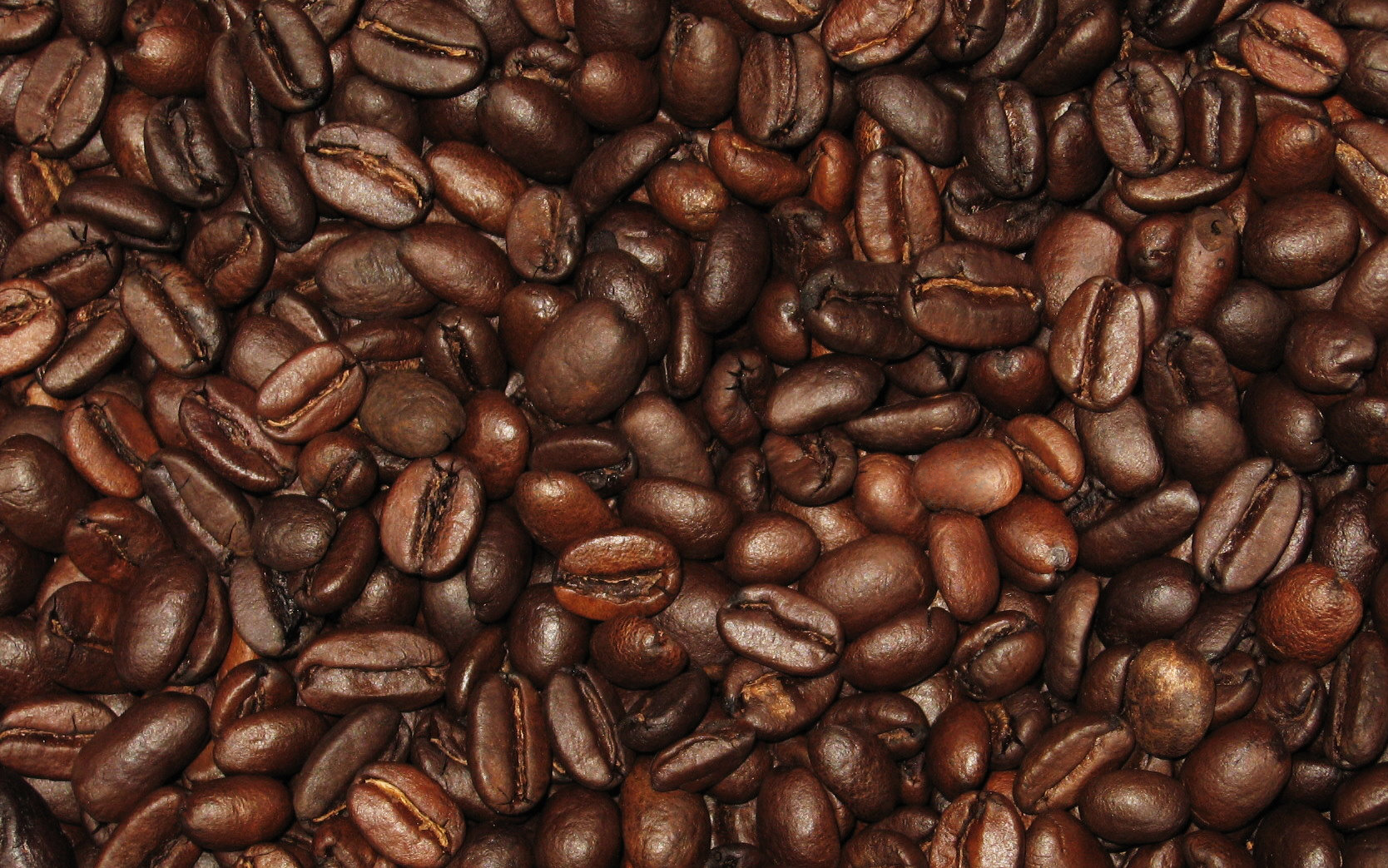
Kávészemek

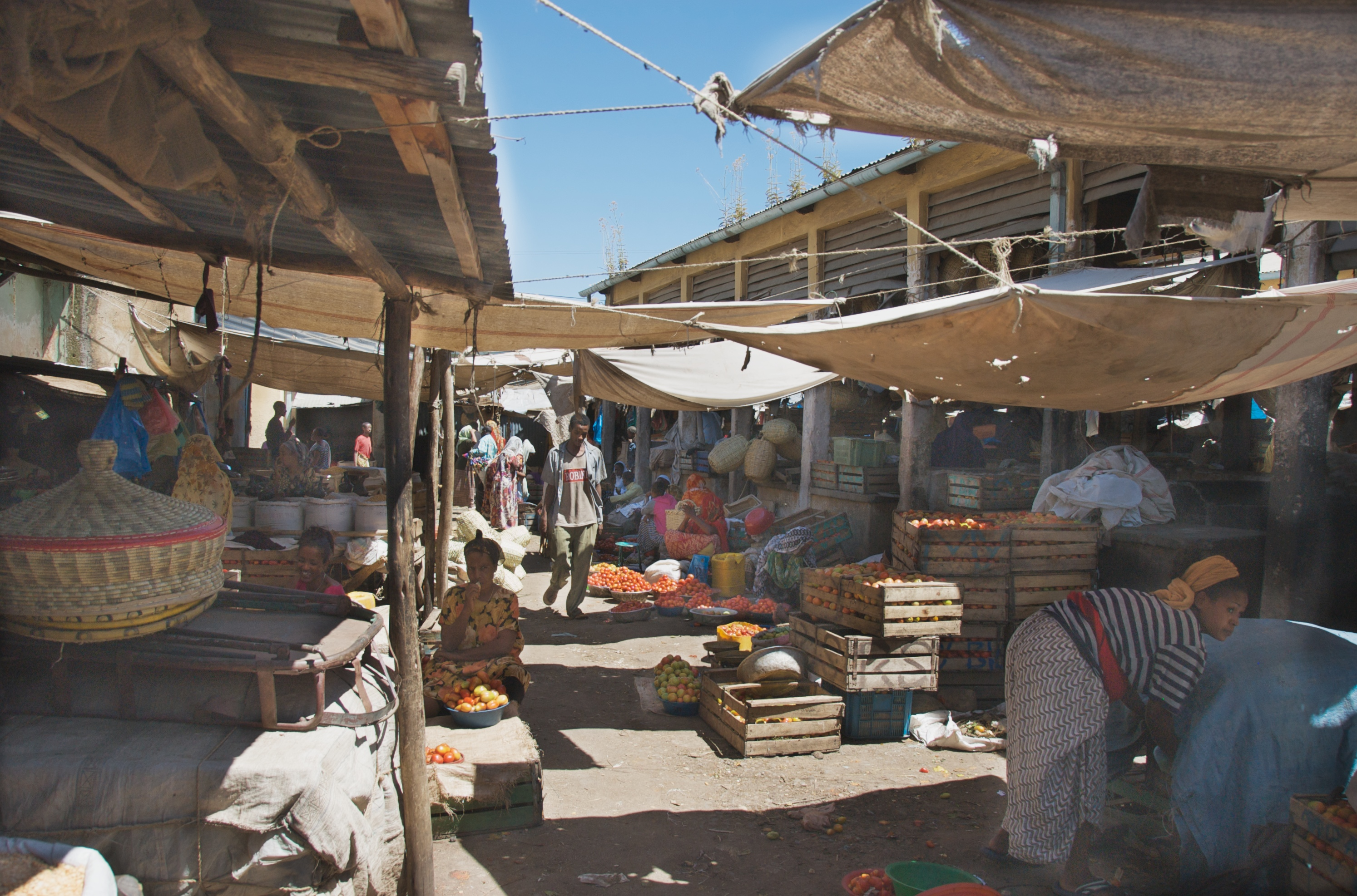
Piackép, Dire Dawa

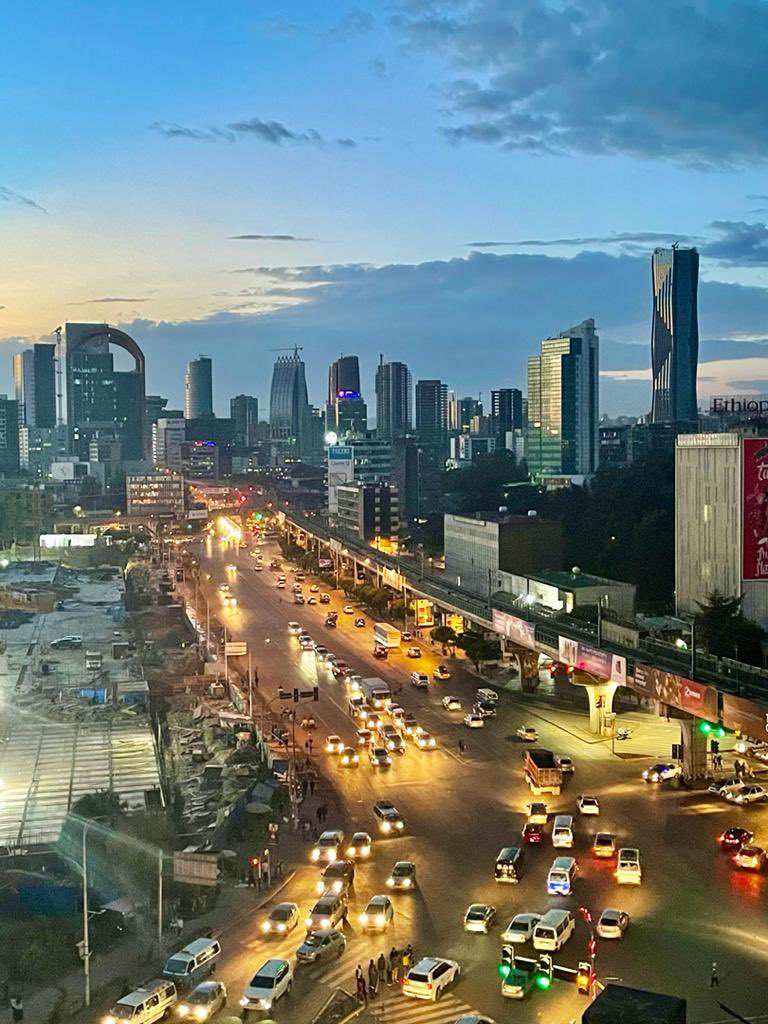
A főváros üzleti negyede

## Kultúra

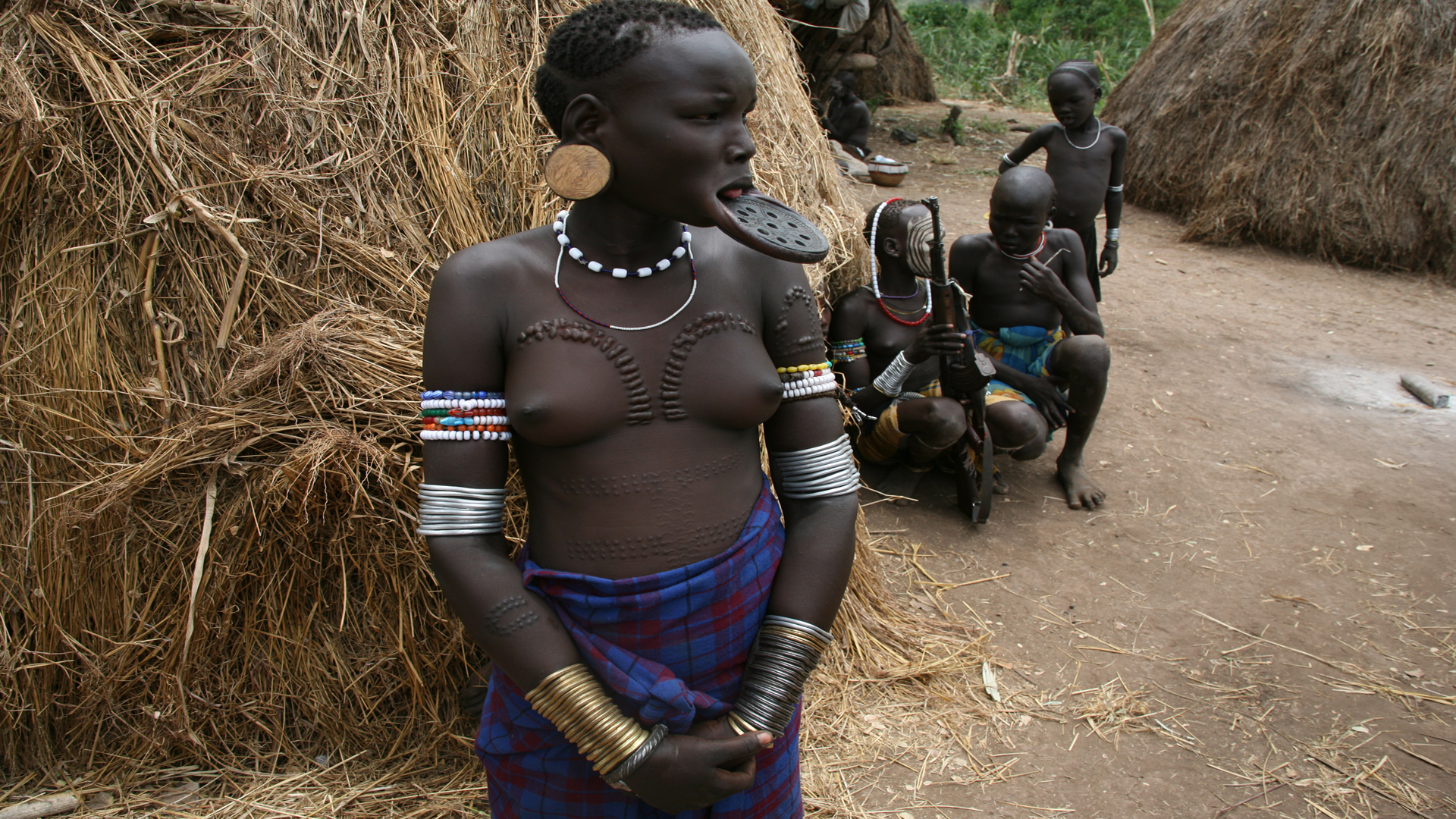
Az Omo-völgyi Szurma törzs asszonyai agyagkorongot viselnek kilyukasztott alsó ajkukban és fülcimpájukban

## Turizmus

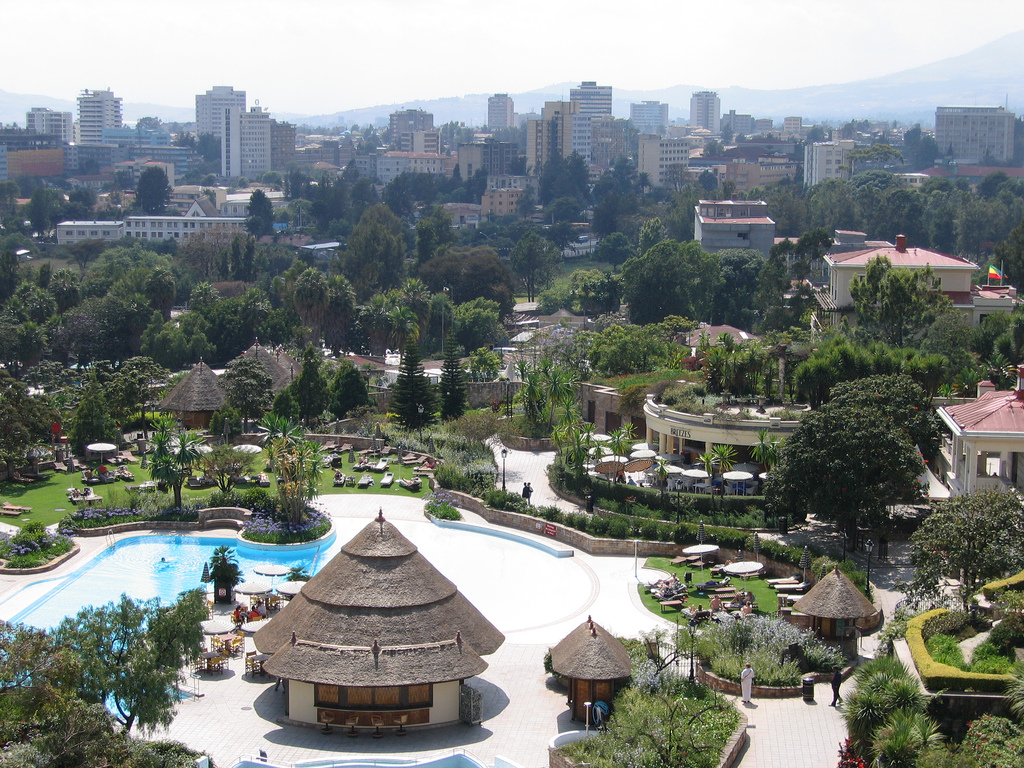
A főváros látványa a Sheraton Hotelből

### Főbb látnivalók

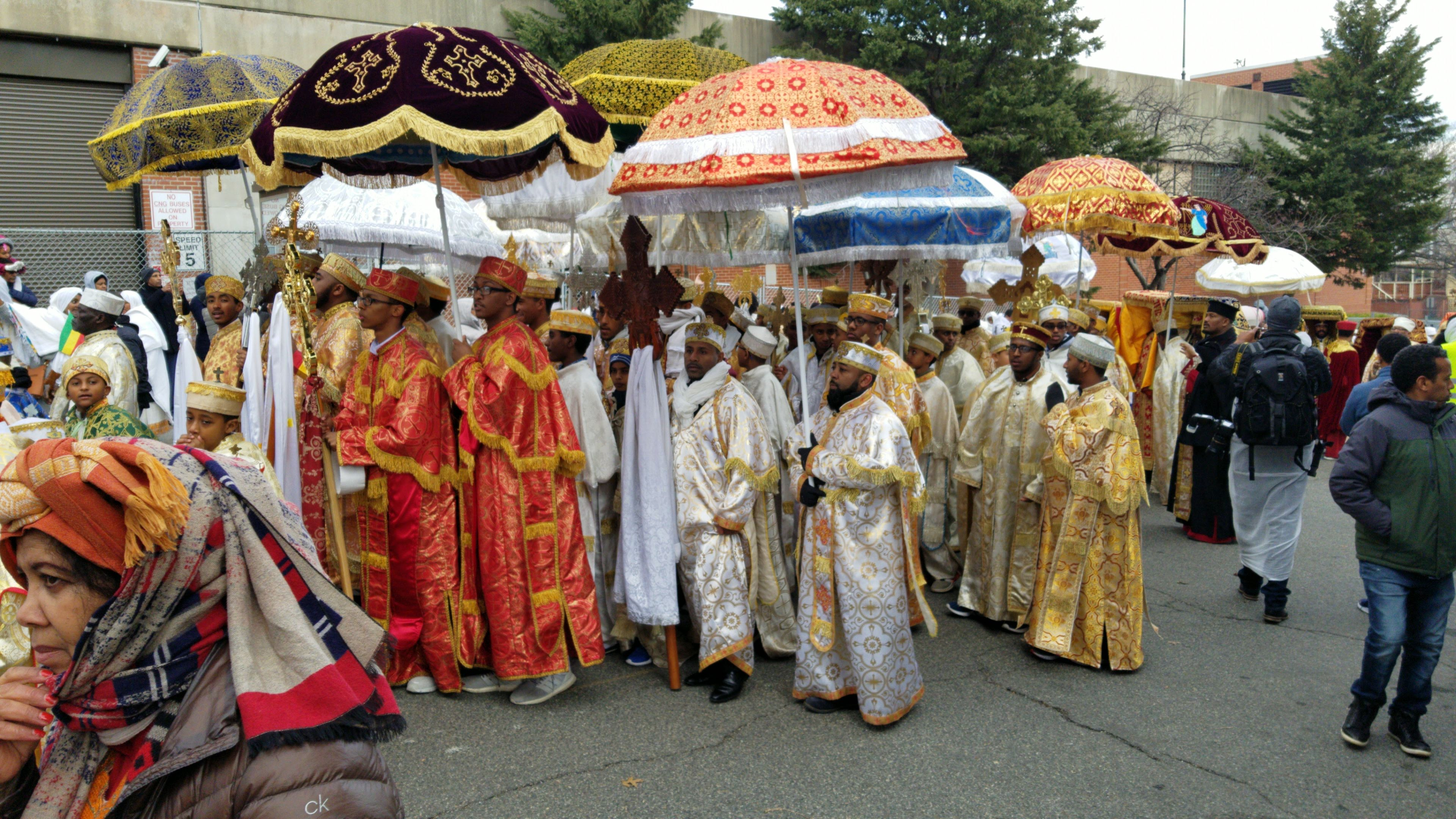
Ünnepi öltözetben lévő diakónusok a Timkat ünnepi körmenetben (2020. január 19., Washington, D.C., USA)

## Sport

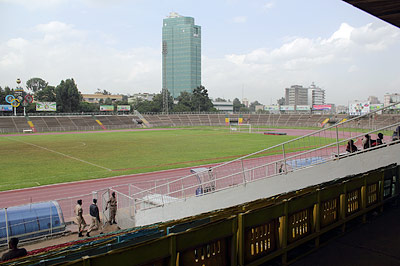
Addisz-Abeba stadionja

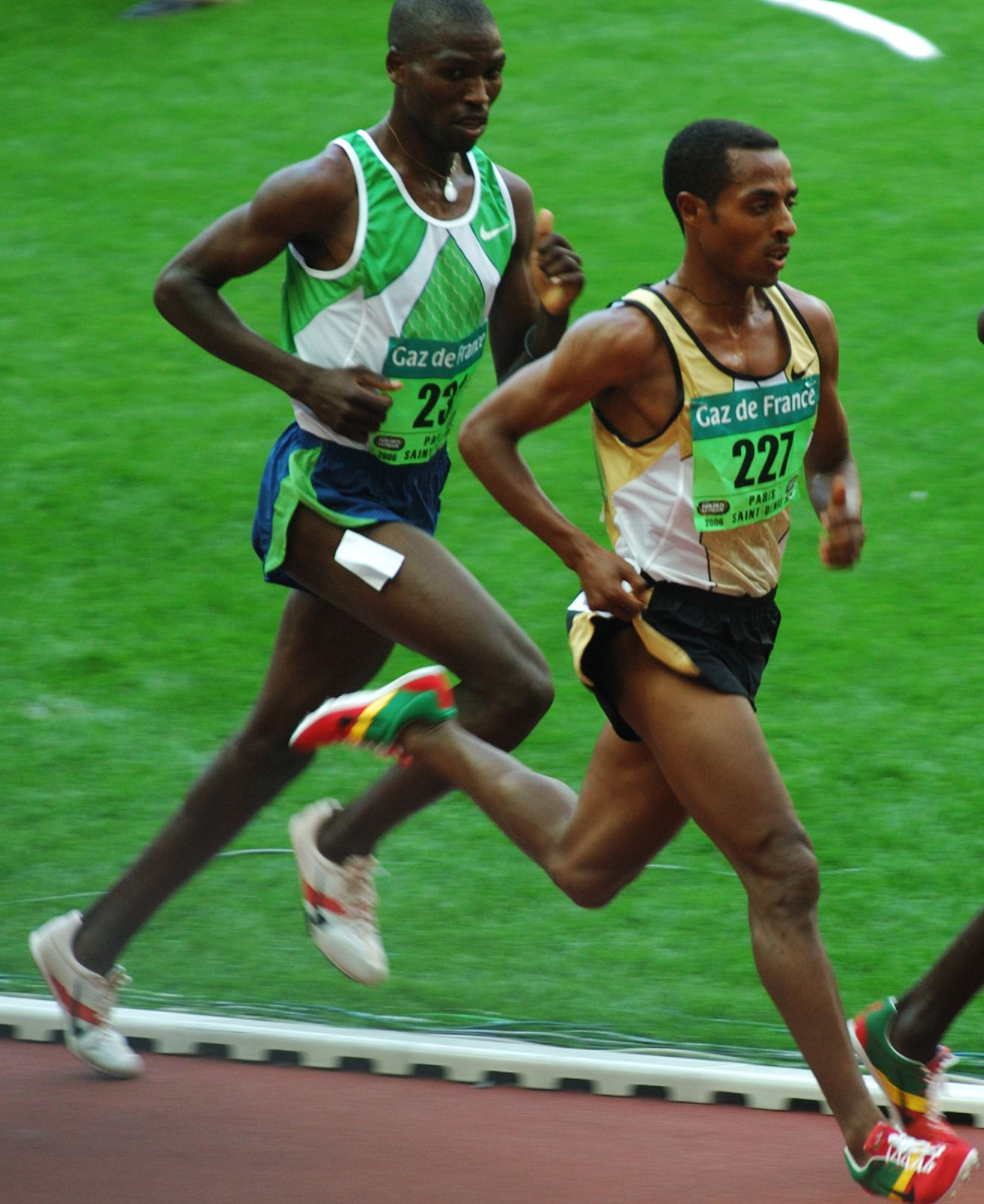
Kenenisa Bekele hosszútávfutó (elöl)